# LOVELY×CATION2
《LOVELY×CATION2》是AKABEiSOFT2旗下品牌hibiki works在2011年6月24日發售的戀愛冒險類型成人遊戲，×CATION系列的第二部作品。2014年7月25日發售新裝版。2015年5月21日由5pb.發售PlayStation Vita版《LOVELY×CATION 1&2》。

## 故事
原本對戀愛無感興趣的主角，在獨自搬到水明市的公寓後在鄰居的介紹下來到岬波神社。從那裏抽到戀愛運好籤並且得知當地傳說的戀愛故事之後，主角便決定開始積極找女朋友。

## 角色

### 主要角色
主角
水明學園2年A班學生，由於雙親調職而獨自從鄰鎮搬到公寓居住。
成川姬（聲優：夏野冰）
身高：159cm，三圍：B87/W57/H89，生日：11月12日，星座：天蠍座，血型：A型，所屬：回家部
水明學園2年A班學生，在新的學期成為主角的同班同學，有著較為豪爽不拘小節的個性，小時候因為經常跟男生一起玩，所以喜愛戶外活動及遊戲，青春期後覺得這樣下去不太行，因此在努力朝可愛的女生方向發展，並且在車站前的餐廳「Jeely Fish」打工，也以此作為提升自己女性魅力的機會。
韮崎日向
身高：145cm，三圍：B74/W54/H77，生日：1月23日，星座：水瓶座，血型：A型，所屬：女子田徑部
水明學園1年A班學生，跟主角同住一棟公寓的一年級學妹，有著乾脆開朗的性格，但是對於不熟識的人會相對害羞，小的時候母親便去世跟父親兩人同住，因此對於家事方面非常在行，是個會付出行動的努力派，從小便有參與田徑跑步，因此有不錯的成績與實力。
吉野谷星音（聲優：門葡蘭子）
身高：170cm，三圍：B92/W60/H88，生日：6月10日，星座：雙子座，血型：O型，所屬：回家部
水明學園2年C班學生，和主角同學年的同學，基本上不和他人交流，面無表情的她時常讓人摸不著頭緒，雖然有著漂亮的容貌與好身材，但是封閉的個性讓她缺乏朋友的存在，因身材高大的緣故所以有著不像女孩子的食量，對動物卻異常的親近和有關愛之心。
出水和琴
身高：162cm，三圍：B88/W56/H87，生日：9月4日，星座：處女座，血型：B型，所屬：多數社團掛名
水明學園3年C班學生，為學校內超高人氣的學姊，優雅的氣質、聰明的頭腦以及完美的身材，是學校內的女神，縱使有許多男生愛慕，但是仍沒有男朋友，入學以來對男學生的告白全部拒絕而有「學園最強的鐵壁」稱呼，家住在城市內較為悠久的建築「岬波神社」，岬波神社社主的女兒，因此時常以巫女的身分在家幫忙，表面上是完美主義者的她，其實有著像小孩子一樣的好奇心，意外的有著愛惡作劇的性格。

### 其他角色
嵐山轟
主角的同學和朋友，攝影社的成員。
天童雲母（聲優：小倉結衣）
主角的同學兼學級委員，演劇社的成員。

## 主題曲
片頭曲「Call to me, Call for you」
作詞、作曲：西坂恭平、如月一生，編曲：西坂恭平，主唱：佐藤ひろ美
片尾曲「ピュア・ブロッサム」
作詞、編曲：wight，作曲：wight、mo2，：wight，主唱：成川姫、韮崎日向、吉野谷星音、出水和琴

## 相關商品
CD
角色哥曲專輯由Differencia於各女主角的生日發售共四集，除了歌曲外也收錄追加慶生劇情、壁紙等。
VisualFanBook
VisualFanBook由enterbrain發售共兩冊，於2013年8月9日發售，於2015年4月30日發售。

## 評價
LOVELY×CATION2於萌系遊戲大賞2013中獲得角色設計獎的金獎。由Getchu.com舉辦的美少女遊戲大獎2013中獲得綜合部門第2名、系統部門第1名、繪圖部門第2名、音樂部門第2名、影片部門第1名、角色部門出水和琴第4名和成川姬第14名、色情部門第3名。《ファミ通》1380號的クロスレビュー對PlayStation Vita版給於29/40評分。

## 外部連結
- LOVELY×CATION2官方網站 （页面存档备份，存于）（日語）
- LOVELY×CATION 1&2官方網站 （页面存档备份，存于）（日語）